# 백암산 (전라도)
백암산(白巖山)은 전북특별자치도, 전라남도의 내장산(內藏山) 줄기에 있는 산이다. 암석이 모두 흰색이라 백암산이라 하였다. 산 아래에 백양사가 있어서 백양산(白羊山)으로 아는 경우도 있다.
내장산 국립공원에 속해 있으며, 높이는 741미터이다. 한국 8경 중의 하나로 선정된 명승지로, '가을의 내장'에 대하여 '봄의 백양'이라 할 만큼 봄 경치가 아름답다. 산 속에는 천연기념물인 비자나무 숲이 울창하여 남국의 정취를 돋워준다. 학바위(鶴岩)도 이곳에서 빼놓을 수 없는 존재이다.

## 볼거리
- 학바위
- 백양사, 백양산12경
- 영천굴
- 천연기념물 비자나무, 굴거리나무
- 남룡폭포

## 같이 보기
- 백양사